# Estació d'Olesa

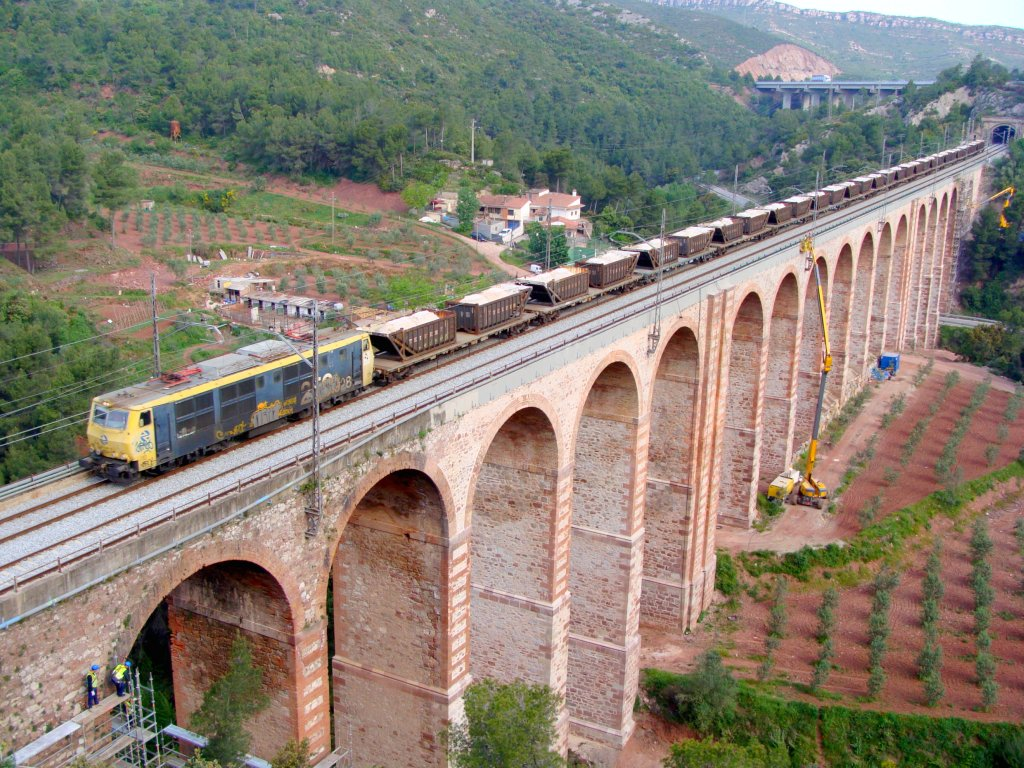
Pont de Boixadell, just al costat de lEstació d'Olesa

L'estació d'Olesa, també coneguda com a Estació del Nord, és una estació de Rodalies d'Olesa de Montserrat està gestionada per RENFE i s'ubica al nord-est del terme municipal. Actualment està clausurada i no hi paren trens. Al costat mateix hi ha el Pont Gran o Pont de Boixadell.